# Gerd K. Müller
Gerd Klaus Müller (* 7. September 1929 in Gera; † 7. März 2012 in Leipzig) war ein deutscher Biologe, emeritierter Hochschulprofessor und ehemaliger Direktor des Botanischen Gartens Leipzig. Sein offizielles botanisches Autorenkürzel lautet „G.K.Müll.“.

## Leben und Wirken
Müller studierte nach der Schulausbildung in Gera und Greiz von 1948 bis 1953 Biologie an der Universität Leipzig.
Danach war er wissenschaftlicher Mitarbeiter am Botanischen Institut der Universität Leipzig, wo er vor allem auf dem Fachgebiet der Geobotanik arbeitete. 1964 hat er mit einer Arbeit zur pflanzengeographischen Gliederung Mittel- und Westsachsens promoviert. In dieser Arbeit hat er unter anderem auch mehrere Pflanzengesellschaften neu beschrieben, so die
- Nachtlichtnelken-Wolfsmilch-Gesellschaft: Euphorbio exiguae-Melandrietum noctiflori G. Müller 1964 und die
- Hundspetersilien-Hohlzahn-Gesellschaft: Aethuso cynapium-Galeopsietum tetrahit G. Müller 1964.[1]

Ab 1968 leitete Müller den Wissenschaftsbereich Taxonomie/Ökologie der Sektion Biowissenschaften und leitete als Direktor den Botanischen Garten der Universität Leipzig.
In den Jahren 1971 und 1972 war Müller Gastdozent an der San Marcos-Universität Lima. In zahlreichen Forschungs- und Sammelreisen in Peru, Ecuador und Kolumbien sowie in Lehraufträgen in diesen Ländern knüpfte Müller zahlreiche wissenschaftliche Kontakte nach Südamerika und wurde so zu einem hervorragenden Kenner der Zier- und Nutzpflanzen der tropisch-amerikanischen Flora. Über die floristischen Untersuchungen hinaus hat Müller auch Pflanzengesellschaften der Loma-Formation in Peru mit Hilfe der Braun-Blanquet-Methode beschrieben.
Müller war Mitherausgeber von Band 5: Krautige Zier- und Nutzpflanzen der von Werner Rothmaler begründeten „Exkursionsflora von Deutschland“ und hat zahlreiche wissenschaftliche Publikationen sowie populärwissenschaftliche Bücher zur Botanik veröffentlicht.

## Quelle
- Klappentext in „Geheimnisse der Pflanzenwelt“ 1994